# ズアカカンムリウズラ
ズアカカンムリウズラ (頭赤冠鶉、学名：Callipepla gambelii) は、キジ目キジ科に分類される鳥類の一種である。ハウズラ亜科（別名ナンベイウズラ亜科）に属する。

## 分布
アメリカの南西部からメキシコ北部に分布する。

## 形態
全長24-26cm。雄は顔の前部から喉が黒く、後頭部は鮮やかな赤茶色である。頸から背中にかけては青灰色、胸から腹部は黄褐色で、肩羽は赤茶色に白い斑が入る。冠羽は黒色である。雌は体の上面が灰褐色で、冠羽は雄よりもやや小さい。

## 生態
乾燥した荒地や草原などに生息する。
果実や、植物の種子、昆虫類を食べる。
繁殖期は4月-6月で、草地の縁や地上の浅い窪地に営巣し、1腹12-14個の卵を産む。抱卵期間は21-23日で、雌が抱卵するが稀に雄がすることもある。

## 亜種
以下の6亜種に分類される。
- Callipepla gambelii gambelii
- Callipepla gambelii ignoscens
- Callipepla gambelii friedmanni
- Callipepla gambelii fulvipectus
- Callipepla gambelii sana
- Callipepla gambelii pembertoni

## 人間との関係
アメリカの一部の地域では狩猟鳥である。